# Madelein Svensson
Madelein Svensson (ur. 20 lipca 1969 w Solleftei) – szwedzka lekkoatletka specjalizująca się w chodzie sportowym, uczestniczka letnich igrzysk olimpijskich w Barcelonie (1992). 

## Sukcesy sportowe
- trzykrotna mistrzyni Szwecji w chodzie na 5000 metrów – 1991, 1992, 1993
- dwukrotna mistrzyni Szwecji w chodzie na 10 kilometrów – 1991, 1992[1]
- trzykrotna halowa mistrzyni Szwecji w chodzie na 3000 metrów – 1991, 1992, 1993[2]

| Rok  | Miasto    | Zawody                    | Konkurencja   | Wynik         |
| ---- | --------- | ------------------------- | ------------- | ------------- |
| 1991 | Tokio     | Mistrzostwa świata        | chód na 10 km | srebrny medal |
| 1992 | Barcelona | Igrzyska olimpijskie      | chód na 10 km | 6. miejsce    |
| 1993 | Toronto   | Halowe mistrzostwa świata | chód na 10 km | 8. miejsce    |
| 1993 | Monterrey | Puchar świata             | chód na 10 km | 4. miejsce    |

## Rekordy życiowe
- chód na 3000 metrów (hala) – 12:14,01 – Liévin 25/01/1992 (rekord Szwecji)
- chód na 5000 metrów – 21:09,26 – Kopenhaga 25/08/1992
- chód na 10 000 metrów – 42:13,70 – Bergen 15/05/1992
- chód na 10 kilometrów – 42:52 – Eschborn 13/06/1993